# Senad Bašić
Senad Bašić (Trebigne, 26 agosto 1962) è un attore bosniaco.

## Biografia
Diplomato all'Accademia di arte scenica a Sarajevo nel 1987, dove è docente di recitazione, ha lavorato in teatro, televisione e per il cinema.
Ha ricevuto diversi riconoscimenti  come  "Miglior Giovane Attore al Festival di Jajce,nel 1989 e il premio "Mala liska" che gli viene assegnato in occasione del Festival della commedia di Bosnia ed Erzegovina "Mostarska liska" nel 2004.
È stato anche nominato per il Leopardo d'oro (miglior attore) al LV Film Festival di Locarno.
Vive e lavora a Sarajevo con la moglie Jasna e due figli.

## Filmografia

### Cinema
- I to će proći, regia di Nenad Dizdarevic (1985)
- Posljednji skretničar uzanog kolosjeka, regia di Vesna Ljubic (1986)
- Azra, regia di Mirza Idrizovic (1988)
- Hajde da se volimo 2, regia di Stanko Crnobrnja (1989)
- Poslednji valcer u Sarajevu, regia di Nikola Stojanovic (1990)
- Moj brat Aleksa, regia di Aleksandar Jevdjevic e Srdjan Jevdjevic (1991)
- Praznik u Sarajevu, regia di Benjamin Filipovic (1991)
- Territorio Comanche, regia di Gerardo Herrero (1997)
- Il cerchio perfetto (Savršeni krug), regia di Ademir Kenović (1997)
- Benvenuti a Sarajevo (Welcome to Sarajevo), regia di Michael Winterbottom (1997)
- Neočekivana šetnja, regia di François Lunel (1998)
- Jours tranquilles à Sarajevo, regia di François Lunel (1999)
- Heroes, regia di François Lunel (1999)
- Oltre il confine, regia di Rolando Colla (2002)
- Benvenuto Mr. President (Gori vatra), regia di Pjer Žalica (2003)
- Ljeto u zlatnoj dolini, regia di Srdjan Vuletic (2003)
- Kod amidže Idriza, regia di Pjer Žalica (2004)
- Warchild, regia di Christian Wagner (2006)
- Nafaka, regia di Jasmin Durakovic (2006)
- Armin, regia di Ognjen Svilicic (2007)
- Tesko je biti fin, regia di Srdjan Vuletic (2007)
- Teah, regia di Hanna Antonina Wojcik Slak (2007)
- Estrellita, regia di Metod Pevec (2007)
- Turneja, regia di Goran Markovic (2008)
- Body Complete, regia di Lukas Sturm (2012)
- Sanghaj, regia di Marko Nabersnik (2012)
- Adria Blues, regia di Miroslav Mandic (2013)
- Three Days in Sarajevo, regia di Nikolay Todorov (2014)
- Sabina K., regia di Cristobal Krusen (2015)
- I Act, I Am, regia di Miroslav Mandic (2018)
- L'altra luna (Summer Dew), regia di Carlo Chiaramonte (2020)
- Praznik praznine, regia di Jasmin Durakovic (2022)

### Televisione
- Lud, zbunjen, normalan – serie TV, 263 episodi (2007-2016)